# Nodocarpaea radicans
Nodocarpaea radicans là một loài thực vật có hoa trong họ Thiến thảo. Loài này được (Griseb.) A.Gray mô tả khoa học đầu tiên năm 1883.